# Дух приключений
Дух приключений — телевизионный документальный сериал, совместного производства кинокомпании «Blackbird Media» и телеканала «Dunyo Bo'ylab». Имеет высокую популярность в странах Центральной Азии, после трансляций на телеканалах «Dunyo Bo’ylab» и «Тошкент» с 8 октября 2016 года. Ведущим телепередачи является Саид Туляганов. Съёмки и премьерные показы более чем пяти сезонов проходили в период с 2016 по 2022 годы на республиканских телеканалах Узбекистана.
Ведущий известен самобытными репортажами, азартом и разнообразными интересами.

## Концепция
В основе проекта три основные позиции — постановка цели путешествия, выбор транспортного средства для путешествия, преодоление преград на пути к цели.
Форма телепрограммы — документальный сериал, где главный герой — ведущий, Саид Туляганов, путешествует по разным странам и, собственно, испытывает «дух приключений».
Каждый выпуск длится от 38 до 90 минут. Саид приезжает в страну, ищет новые локации, познаёт жизнь и быт местных жителей на себе, исследует географию и историю.
В каждом выпуске, Саид знакомится с известными путешественниками и они делятся с ним опытом. В некоторых выпусках, Саид выбирает популярную — а зачастую — уникальную профессию, и рассказывает о ней с точки зрения журналиста. Мало того, Саид пробует новое дело «на зуб». Часто в телепередаче можно наблюдать неожиданные происшествия, которые сопровождают ведущего в работе; то есть всё то, что другие привыкли оставлять за кадром.

## Выпуски
Не полный список эпизодов:
- Острова Узбекистана, Узбекистан (2016)
- Южный Узбекистана, Узбекистан (2016)
- Зимний Узбекистан, Узбекистан (2017)
- Горы Нуратау, Узбекистан (2017)
- Горный Пскем, Узбекистан (2017)
- Заамин, Узбекистан (2017)
- Эльбрус, Россия (2017)
- Швейцарские Альпы, Швейцария (2017)
- Мото путешествие в Самарканд, Узбекистан (2017)
- Пески и озёра Бухары, Узбекистан (2017)
- Бухара, Узбекистан (2017)
- Гудаури, Грузия (2018)
- Каршинская степь, Узбекистан (2018)
- Фанские горы, Таджикистан (2018)
- Маргузорские озёра, Таджикистан (2018)
- Ферганская долина, Узбекистан (2018)
- Шахрисабз, Узбекистан (2018)
- Речное путешествие по Сырдарье, Узбекистан (2018)
- Тбилиси и Мцхета, Грузия (2018)
- Путешествие по Манхэттену, США (2019)
- Нью-Йорк и Статуя свободы, США (2019)
- Арнасайские болота, Узбекистан (2019)
- Ледники Узбекистана, Узбекистан (2019)
- Музеи Нью-Йорка, США (2019)
- Путешествие в Вашингтон, США (2019)
- Таваксайские водопады, Узбекистан (2020)
- Природные сокровища Намангана, Узбекистан (2020)
- Путешествие к озеру Бадак, Узбекистан (2020)
- Музеи Вашингтона, США (2020)
- Горное путешествие к Ихначкульским озёрам, Узбекистан (2020)
- Зимнее путешествие по горам Байсунтау, Узбекистан (2021)
- Путешествие по сказочной Хиве, Узбекистан (2021)
- Исследование Арашанской системы озёр, Узбекистан (2021)
- Речное путешествие по Амударье к Аральскому морю, Узбекистан (2021)

В каждом эпизоде «Духа приключений» есть гость, который или помогает Саиду в путешествии или даёт советы по преодолению преград.
Гости разных эпизодов:
- Жан-Клод Божан[3]
- Бодо Тёнс[4]
- Эрнест Куртвелиев[5]
- Шароф Эгамбердиев[6][7]
- Владимир Ульянов
- Алишер Абудуллаев